# Univerzális állítás
Az univerzális állítások a logikában egy adott osztály minden egyes tagjára vonatkoznak.

## Univerzális állítás
Az univerzális állítás a kategorikus állítások közé tartozik. Univerzális az az állítás, amely végtelen, adott tulajdonságú objektumról szól: Minden, ami S, az P. Univerzális tagadó állítás: Egyetlen S, sem P.

### Az univerzális állítások ábrázolása Venn-diagramon
Az univerzális állítás két osztály kapcsolatát - alany terminusa és az állítmány terminusa által megnevezett osztályok kapcsolatát – fejezi ki. Például: Minden elefánt emlős. Ebben az esetben az emlősök osztálya foglalja magába az elefántok osztályát. Ezeket az osztályok közötti viszonyokat ábrázolhatjuk Venn-diagram segítségével.
Ahhoz, hogy az univerzális állításokat ábrázolni tudjuk, az állításokat át kell alakítani negált egzisztencialista állítássá. Az állítás így azt fejezi ki, hogy bizonyos tartományban nem létezik elem. A „Minden ami S, az P” állítás azt jelenti, hogy nincs olyan S, ami nem P.
A tagadó univerzális állítás azt fejezi ki, hogy nem létezik olyan elem, amely S és P halmaz közös részére esik. Az egyetlen S sem P állítás azt jelenti, hogy nem létezik olyan individuum, amely egyszerre rendelkezik S és P tulajdonsággal.
Az univerzális állítások logikában rögzített jelentése tehát csak a nemlétezés ábrázolására alkalmas. Venn-diagramon ez satírozással jelölhető egyértelműen.

### Univerzális állítások és az általánosítás
Az állítások univerzális állításként történő értelmezésével vigyázni kell, ugyanis vannak olyan állítások, amik univerzális állításnak látszanak, de valójában általánosítások.
Például:
- A dodók kihaltak. - Univerzális állítás

- A kormánypárti képviselők megszavazták a törvényjavaslatot. - Hamis univerzális állítás, nem biztos, hogy minden ami, S az P. Nem biztos, hogy minden képviselő igennel szavazott, lehettek olyanok, akik nemmel szavaztak vagy tartózkodtak.

- A hallgatók támogatják a kormány felsőoktatási politikáját. - Ez egy általánosítás. Az S-ek többsége P.

Az univerzális állítás erősebb, mint az általánosítás - az univerzális állításból következik az általánosítás, de fordítva ez nem igaz.

## Külső hivatkozások
Margitay Tihamér: Az érvelés mestersége
Karl R. Popper: Igazság, racionalitás és a tudományos tudás gyarapodása című művének referátuma és interpretációja 